# Julia Hart (catch)
Pour les articles homonymes, voir Rose et Hart.
 (décembre 2023).
Julia Rose Hart (née le 8 novembre 2001 à Cambridge (Minnesota)) est une ancienne pom-pom girl et une catcheuse (lutteuse professionnelle) américaine. Elle travaille actuellement à la All Elite Wrestling, sous le nom de Julia Hart.

## Carrière de catcheuse

### Circuit Indépendant (2019-2021)
Le 22 novembre 2019 à MAW Business Is Business de la Midwest All-Star Wrestling, elle fait ses débuts en tant que Face, sous le nom de Julia, dispute son premier match et bat Alyna. Le 14 décembre à GLCW Season's Beatings de la Great Lakes Championship Wrestling, Devon Monroe et elle battent Maverick Cage et Moxie Mollie.
Le 1er février 2020 à KSMH Kickstart For Kids de la Kickstar My Heart Wrestling, elle perd face à Killa Kate. Le 7 mars à RUGGEDpro RUGGEDmania de la RUGGEDpro Wrestling, elle bat Heather Reckless.

### All Elite Wrestling (2021-...)

#### Débuts, House of Black, championne TBS et blessure (2021-2024)
Le 5 mai 2021 à Dynamite: Blood & Guts, elle fait ses débuts à la All Elite Wrestling, sous le nom de Julia Hart, dispute son premier match, mais perd face à Dr Britt Baker D.M.D.
Le 29 mai 2022 à Double or Nothing, elle intervient dans le Trios match entre la House of Black (Malakai Black, Brody King et Buddy Matthews) et le Death Triangle (PAC et les Lucha Brothers) et effectue un Heel Turn, car elle asperge le catcheur britannique de Black Mist, ce qui donne la victoire au premier groupe qu'elle rejoint officiellement.
Le 4 septembre à All Out, elle change le gimmick de son personnage pour devenir la sorcière du clan, accompagne ses trois partenaires, mais ne peut empêcher leur défaite face à Sting, Darby Allin et Miro dans la même stipulation.
Le 1er octobre 2023 à WrestleDream, elle ne remporte pas le titre TBS, battue par Kris Statlander. Le 18 novembre à Full Gear, elle devient la nouvelle championne TBS en prenant sa revanche sur sa même adversaire et en battant Skye Blue dans un 3-Way match, remporte le titre pour la première fois de sa carrière, son premier titre personnel et devient aussi la plus jeune catcheuse à gagner la ceinture. Le 16 décembre à Collision: Winter is Coming, Skye Blue et elle forment officiellement une alliance et les deux catcheuses attaquent Abadon, jusqu'à ce que Thunder Rosa, de retour de blessure après un an et 3 mois et demi d'absence, intervienne et les fasse fuir. Quatorze soirs plus tard à Worlds End, elle conserve son titre en battant Abadon.
Le 3 mars 2024 lors du pré-show à Revolution, Skye Blue et elle perdent face à Willow Nightingale et Kris Statlander.
Le 21 avril à Dynasty, elle ne conserve pas sa ceinture, rebattue par sa précédente première adversaire. Le 3 mai, elle souffre d'une blessure à l'épaule gauche et doit s'absenter pour une durée indéterminée.

#### Retour, The Hounds of Hell et Triangle of Madness (2024-...)
Le 14 décembre à Collision: Winter is Coming, elle fait son retour de blessure après 8 mois d'absence et attaque Jamie Hayter qui vient de perdre contre Willow Nightingale.
Le 25 janvier 2025 à Collision: Homecoming, Brody King, Buddy Matthews et elle annoncent la fin de la House of Black et se font désormais appeler The Hounds of Hell. 
Le 6 avril à Dynasty, elle perd face à Mercedes Moné au premier tour du tournoi Women's Owen Hart Foundation. Le 21 mai à Dynamite, elle perd face à Mina Shirakawa et ne devient pas aspirante no 1 à la ceinture mondiale féminine à Double or Nothing. Après la rencontre, Skye Blue et elle attaquent son adversaire, se réunissent et se rallient officiellement.
Le 12 juillet à All In, elle ne remporte pas le Women's Casino Gauntlet match, gagné par Athena, et le contrat qui lui permet d'avoir un match de championnat à tout moment. 4 soirs plus tard à Dynamite, les deux catcheuses aident Thekla à gagner le $100K 4-Way match, l'intègrent dans leur groupe et elles forment un trio appelé Triangle of Madness.

## Palmarès
- All Elite Wrestling
  - 1 fois championne TBS de l'AEW

## Récompenses des magazines
- Pro Wrestling Illustrated

| Année | 2023 | 2024 |
| ----- | ---- | ---- |
| Rang  | 105  | 26   |

## Vie privée
Elle est actuellement en couple et mariée avec le catcheur de la AEW, Lee Johnson.